# Henk Smeijsters
Henk Smeijsters (Heerlen, 2 april 1952) is een Nederlandse andragoog, musicoloog en cultuurfilosoof. Hij is voormalig lector en onderzoeker inzake vaktherapie. Hij werd in 2011 onderscheiden als Officier in de Orde van Oranje-Nassau.

## Biografie
Smeijsters studeerde sociale pedagogiek & andragogiek en muziekwetenschap (met piano als hoofdinstrument). Het accent lag daarbij enerzijds op maatschappij- en cultuurkritiek en anderzijds op psychotherapie. In 1986 promoveerde hij in Nijmegen bij Etty Mulder en S.J. Nijdam op het proefschrift De muziek in de greep van de technologie. Daarna was hij op het gebied van de muziekpsychologie, muziektherapie, creatieve therapie en vaktherapie werkzaam aan de Katholieke Universiteit Nijmegen en diverse hogescholen.
Van januari 2003 tot januari 2012 was hij lector van de Kenniskring Kennisontwikkeling Vaktherapieën (KenVaK), een gezamenlijke kenniskring van Zuyd Hogeschool, Hogeschool Utrecht, ArtEZ Hogeschool Enschede en Stenden Hogeschool. Van 2004 tot januari 2012 was hij hoofdopleider van de Master of Arts Therapies van Zuyd Hogeschool.
Smeijsters publiceerde in binnen- en buitenland (Anglo-Amerikaanse, Duitse, Latijns-Amerikaanse en Japanse taalgebied), was lid van het scientific committee van meerdere internationale congressen en gaf lezingen aan diverse universiteiten en hogescholen, in binnen- en buitenland.
Op grond van zijn activiteiten op het gebied van de kennisontwikkeling ten behoeve van de creatieve therapie werd hij in 2002 benoemd tot Erelid van de Nederlandse Vereniging voor Creatieve Therapie en in 2006 tot Erelid van de Nederlandse Vereniging voor Muziektherapie.
In 2011 werd het, onder zijn leiding met onderzoekers van KenVaK uitgevoerde, RAAK-project 'Vaktherapie in de JJI en GJ' verkozen tot ‘Praktijkgericht onderzoek van het jaar 2011’.
Tijdens zijn afscheid in Parkstad Limburg Theaters Heerlen op 7 december 2011, werd hij onderscheiden als Officier in de Orde van Oranje-Nassau.
Sinds 2011 schrijft hij als filosofisch cultuurcriticus boeken over maatschappelijke, culturele en kunstzinnige vraagstukken en levert hij in de vorm van ingezonden brieven, columns en artikelen bijdragen aan onder andere NRC Handelsblad, Trouw, De Limburger, deKlank, de filosofiesite Bij Nader Inzien, de leestafel van het Nexus-instituut en de filosofieblog van ISVW.

## Boeken
- De muziek in de greep van de technologie (1986)
- Muziek en psyche. Thema's met variaties uit de muziekpsychologie (1987)
- Muziektherapie als psychotherapie (1991)
- Multiple perspectives. A guide to qualitative research in music therapy (1997)
- Grundlagen der Musiktherapie. Theorie und Praxis der Behandlung psychischer Störungen und Behinderungen (1999)
- Handboek creatieve therapie (2000/2003/2008)
- Van taak tot competentie. ‘Leren leren’ in het hoger beroepsonderwijs (2004)
- Same old blues. Een persoonlijke vertelling (2005)
- Praktijkonderzoek in vaktherapie (2005)
- Sounding the Self: Analogy in improvisational music therapy (2005)
- Handboek muziektherapie. Evidence based practice voor de behandeling van psychische stoornissen, problemen en beperkingen (2006)
- De kunsten van het leven. Hoe kunst bijdraagt aan een emotioneel gezond leven (2008/2010)
- De kunsten van het leven. Voorbeelden uit de creatieve therapie (2008)
- Autonomie. Hoe word ik een persoonlijkheid in een turbulente wereld? (2010)
- Bagatellen. Over kunst, levenskunst en maatschappij (2011)
- Vaktherapie in de Justitiële Jeugdinrichtingen en Gesloten Jeugdzorg (2011)
- Gelukkig met minder. Cultuurkritische opinies over mens, maatschappij en muziek in het laatkapitalisme (2014)
- Doorlopen en stilstaan. Zoeken naar het goede leven (2019)
- Grenzen aan de vooruitgang. Op weg naar een behoedzame levensstijl (2021)
- Hoe je een beter mens wordt. Levenslessen van moderne denkers (2024)
- Tijdloze wijsheden voor een beter leven. Levenslessen van 'klassieke' denkers (2025)